# Гай Навцій Рутіл (консул 475 року до н. е.)
Гай Навцій Рутіл (лат. Gaius Nautius Rutilus; ? — після 458 до н. е.) — політичний, державний і військовий діяч Римської республіки, консул 475 і 458 років до н. е.

## Життєпис
Походив з патриціанського роду Навціїв. Син Спурія Навція Рутіла, консула 488 року до н. е.
У 475 році до н. е. Гая Навція було обрано вперше консулом разом з Публієм Валерієм Публіколою. Під час своєї каденції з перемінним успіхом воював проти сабінян, а також намагався здолати місто-державу Вейї. Згодом сенат наказав Гаю Навцію Рутілу атакувати вольськів, союзників сабінян. Втім консул не досяг успіху й змушений був відступити.
У 458 році до н. е. його було вдруге обрано консулом разом з Гаєм Карбетоном. Втім незабаром його колега помер. Тоді Гай Навцій призначив консулом-суффектом Луція Мінуція Есквіліна Авгуріна. Боровся проти прийняття закону Теренція щодо обмеження прав консулів. Разом з тим вів військові дії проти сабінян. Того часу Луція Мінуція взяли в облогу екви в Альбанських горах. Сенат наказав Гаю Навцію обрати диктатора, яким став Луцій Квінкцій Цинціннат. Поки останній ще не прибув до військ Гай Навцій переміг сабінян у битві при Еретумі.
Подальша доля Гая Навція невідома.